# Póvoa de Varzim (film 1965)
Póvoa de Varzim è un documentario del 1965 diretto da Perdigão Queiroga.

## Sinossi
Un documentario dedicato al turismo degli anni sessanta  ambientato nella città di Porto Varzin, località balneare, porto di pescatori, custode di monumenti e chiese, del museo etnografico e di riti simbolo di sofferenza e di fede popolare, come illustra la voce fuori campo alla scena della processione dei fedeli a piedi scalzi. La posizione geografica  della località dal  turismo  nascente  è illustrata con inquadrature in primo piano di segnali stradali indicanti Porto e Viana in direzione opposta o, nella stessa Barcellos e Braga, opposta però  alla spiaggia e agli Hotel. La dislocazione della città è resa dalle moltissime inquadrature panoramiche da collegare a quelle in dettaglio o viceversa. L’opera, promossa dalla Commissione municipale per il turismo, dai sindacati del lavoro, del commercio e dell’industria e dai consigli parrocchiali, ha un approccio alla natura e alla cultura di un luogo visto nel tempo, approccio che si stacca discretamente dalla visione salazarista del potere, che comunque nella realtà terminerà con la rivoluzione dei garofani. Nel documentario l’apertura verso l’esterno è espressa  continuamente, con le inquadrature di agenzie di viaggi, con fabbriche metallurgiche o di inscatolamento del pesce, che alludono a esportazioni, o alle importazioni, si vedano  gli oblò delle lavatrici pubbliche made in Italy di Romagnoli di Bologna. Nel 1952, un corto con lo stesso titolo era stato realizzato dal giornalista e reporter portoghese  Fernando Pessa, ha scene simili, pur trattandosi di un filmato di 11,30 minuti, come quando viene evidenziato un glorioso passato come con il monumento  del celebre concittadino Eça de Queiroz o l’eccitante presente della corrida. Entrambi i film rinunciano a mostrare il momento dell’uccisione del toro prevista dalla Ley taurina al decimo minuto del Tercio de muleta e mettono in risalto soltanto una bellezza dei movimenti, accompagnati dalla musica, nell’arena.

## Reperibilità globale
Entrambi i film, questo del 1965 di Perdigão Queiroga e quello del 1952 di Fernando Pessa, sono reperibili sul web. È stato scritto che avendo la digitalizzazione aumentato gli archivi delle immagini passate in maniera esponenziale per i cineasti è essenziale «collegare le immagini affinché esse ritrovino il loro potere e riaffermino la loro forza nell’enorme magma delle immagini inerti che ogni giorno viene accumulato su milioni di hard disk». Sottinteso che ciò che vale per i cineasti vale per i fruitori, la cui istruzione ed educazione a maggior ragione sta nella selezione corrispondente a una  propria visione culturale.